# Gasherbrum I
Il Gasherbrum I (noto anche come Hidden Peak o K5) è una montagna del massiccio del Gasherbrum, situato nella regione Himalayana del Karakorum, rappresentando, con i suoi 8.068 m s.l.m., l'undicesima montagna più alta della Terra.

## Descrizione

### Toponimo
Gasherbrum nella lingua locale significa "splendido picco". Il Gasherbrum I venne chiamato K5 (che indicava la quinta vetta del Karakorum) da Thomas George Montgomerie nel 1856, quando questi individuò per primo le vette del Karakorum, da più di 200 km di distanza, durante la Grande Indagine Trigonometrica dell'India. Nel 1892, William Martin Conway fornì un nome alternativo, Hidden Peak (Picco Nascosto), con riferimento alla sua collocazione remota.

### Conformazione
Si trova nella parte inferiore di una dorsale ad arco che va da nord a sud, rivolta ad ovest, lungo la quale passa il confine tra Pakistan e Cina. Questa dorsale è delimitata dal ghiacciaio del Baltoro ad ovest e dal ghiacciaio Urdok ad est.
Si possono distinguere tre versanti principali:
- versante sud, pakistano, che forma a sua volta una parete sud-ovest, dalla tipica forma triangolare con creste rocciose; si affaccia sul ghiacciaio Gasherbrum meridionale, a sua volta collegato al ghiacciaio del Baltoro tramite il ghiacciaio degli Abruzzi;
- parete nord-ovest, pakistana, rivolta verso il Gasherbrum II, si affaccia sul ghiacciaio Gasherbrum meridionale;
- parete nord-est, cinese, divisa da uno sperone centrale, si affaccia a nord sul ghiacciaio Sagan, a sua volta conferente nel ghiacciaio Urdok, e a sud sul ghiacciaio Urdok stesso.

## Ascensioni

### Primi tentativi
Nel 1934 una spedizione internazionale guidata da Günter Dyhrenfurth e sponsorizzata dall'industria cinematografica esplorò la parte superiore del ghiacciaio del Baltoro, compiendo diverse ascensioni, tra cui il versante meridionale del Gasherbrum I. Facevano parte della spedizione come alpinisti, tra gli altri, il piemontese Piero Ghiglione, anche inviato per la Gazzetta del Popolo, lo svizzero André Roch e il tedesco Hans Ertl. Il 23 giugno installarono il campo base su una morena del ghiacciaio Abruzzi. Da qui Dyhrenfurth and Roch risalirono il ghiacciaio Gasherbrum meridionale fino a 6.250 m, dove trovarono la cresta nord-ovest e la parete ovest troppo ripide per essere salite. Decisero quindi di tentare dalla lunga cresta sud-est, partendo dal Conway Saddle, un colle raggiunto per la prima volta da una spedizione guidata da Ardito Desio nel 1929. Ertl e Albert Hocht, dopo aver installato diversi campi, furono poi respinti dalle condizioni meteorologiche.
Nel 1936 il Gasherbrum I fu esplorato dalla prima spedizione francese in Himalaya, guidata da Henry de Ségogne. Ne facevano parte, tra gli altri, gli alpinisti Pierre Allain, Raymond Leininger e Marcel Ichac. Il 26 maggio fu installato il campo base, alla base del Baltoro Kangri (7.312 m), una montagna a sud del Gasherbrum I. Fu salito uno sperone sul versante meridionale, su roccia friabile, che si ricongiunge con la cresta proveniente da sud-est. Il 20 giugno fu attrezzato il campo 5, a 6.700 metri. Da qui si spinsero fino a circa 7.000 metri, ma dovettero poi ritirarsi per l'aggravarsi delle condizioni meteorologiche.

### Prima ascensione
La prima ascensione fu compiuta il 5 luglio 1958 da Pete Schoening e Andy Kauffman, membri della spedizione statunitense guidata da Nicholas B. Clinch.

### Prima ascensione femminile
La prima ascensione femminile fu compiuta nel 1982 dalla francese Marie-José Valençot, facente parte di una spedizione svizzero-francese, insieme al marito Sylvain Saudan, due alpinisti francesi e un pakistano. Nell'occasione Saudan compì la prima discesa con gli sci dalla vetta al campo base.

### Prima ascensione invernale
La prima ascensione invernale è stata compiuta il 9 marzo 2012 dai polacchi Adam Bielecki e Janusz Gołąb. Sono saliti per la via dei Giapponesi e non hanno utilizzato ossigeno supplementare.

### Prima ascensione di sci-alpinismo
La prima ascensione con gli sci è stata compiuta nel 1982 dallo svizzero Sylvain Saudan che con la sua impresa compie il record assoluto della prima discesa integrale con gli sci di una montagna di 8000 metri. 

### Concatenamenti
Il concatenamento più evidente è quello con il Gasherbrum II, anch'esso un ottomila, che si trova a nord-ovest e da cui è separato dal Gasherbrum La, un colle di 6.600 metri. Questo concatenamento è stato realizzato per la prima volta in una settimana, tra il 23 e il 30 giugno 1984, da Reinhold Messner e Hans Kammerlander, senza passare dal campo base, senza rifornimenti di materiale e viveri preventivi, e senza incontrare altri alpinisti. Questo concatenamento ha rappresentato anche il primo concatenamento assoluto di due ottomila. I due salirono prima il Gasherbrum II dalla via normale del 1956 lungo la cresta sud-ovest con due bivacchi, per poi discendere dopo un bivacco per un nuovo itinerario, per la parete sud. Da qui raggiunsero il colle Gasherbrum La, tra Gasherbrum I e II, dove bivaccarono per la quarta volta. Il 27 giugno salirono per la parete nord-ovest fino a 7.400 metri dove bivaccarono sotto una bufera. Il giorno successivo raggiunsero la vetta del Gasherbrum I e con scarsissime condizioni di visibilità ridiscesero per la cresta ovest. Quindi, dopo un ultimo bivacco, arrivarono al campo base.

### Altre salite
Nel seguente elenco sono riportati gli altri eventi più significativi riguardanti il Gasherbrum I.
- 1975 - Reinhold Messner e Peter Habeler raggiungono la vetta da una nuova via (nord-ovest). Il giorno dopo vengono raggiunti da tre austriaci che avevano percorso la stessa strada.
- 1977 - Quarta ascesa completata con successo da due jugoslavi, ancora una volta con una nuova via.
- 1980 - Una spedizione francese riesce a completare la quinta ascesa e a passare per la prima volta dalla parete sud.
- 1981 - I giapponesi completano la sesta ascesa.
- 1982 - G. Sturm, M. Dacher e S. Hupfauer, componenti di una spedizione tedesca, raggiungono la vetta con una nuova via sulla parete nord.
- 1983 - Giungono in vetta spedizioni svizzere, polacche e spagnole.
- 1985 - il 14 luglio Giampiero Di Federico apre in solitaria una nuova via sulla parete Nord Ovest[12].
- 2003 - 19 persone raggiungono la vetta, 4 muoiono.

## Discese in sci
- La prima discesa in sci dalla vetta al campo base fu compiuta nel 1982 dallo sciatore estremo Sylvain Saudan. Alla salita partecipò anche la moglie, compiendo così la prima ascensione femminile.[6][7]

## Filmografia
- Marcel Ichac, Henri de Ségogne, Karakoram, 1937. 38' - Documentario sulla spedizione francese del 1936. Scheda: (EN) Karakoram (1937), su IMDb, IMDb.com.
- Werner Herzog, Gasherbrum - Der leuchtende Berg, 1984. 45' - Documentario sulla spedizione italiana di Reinhold Messner e Hans Kammerlander a Gasherbrum I e II, avvenuta nel 1984. Scheda: (EN) Gasherbrum - Der leuchtende Berg (1937), su IMDb, IMDb.com.

## Galleria d'immagini

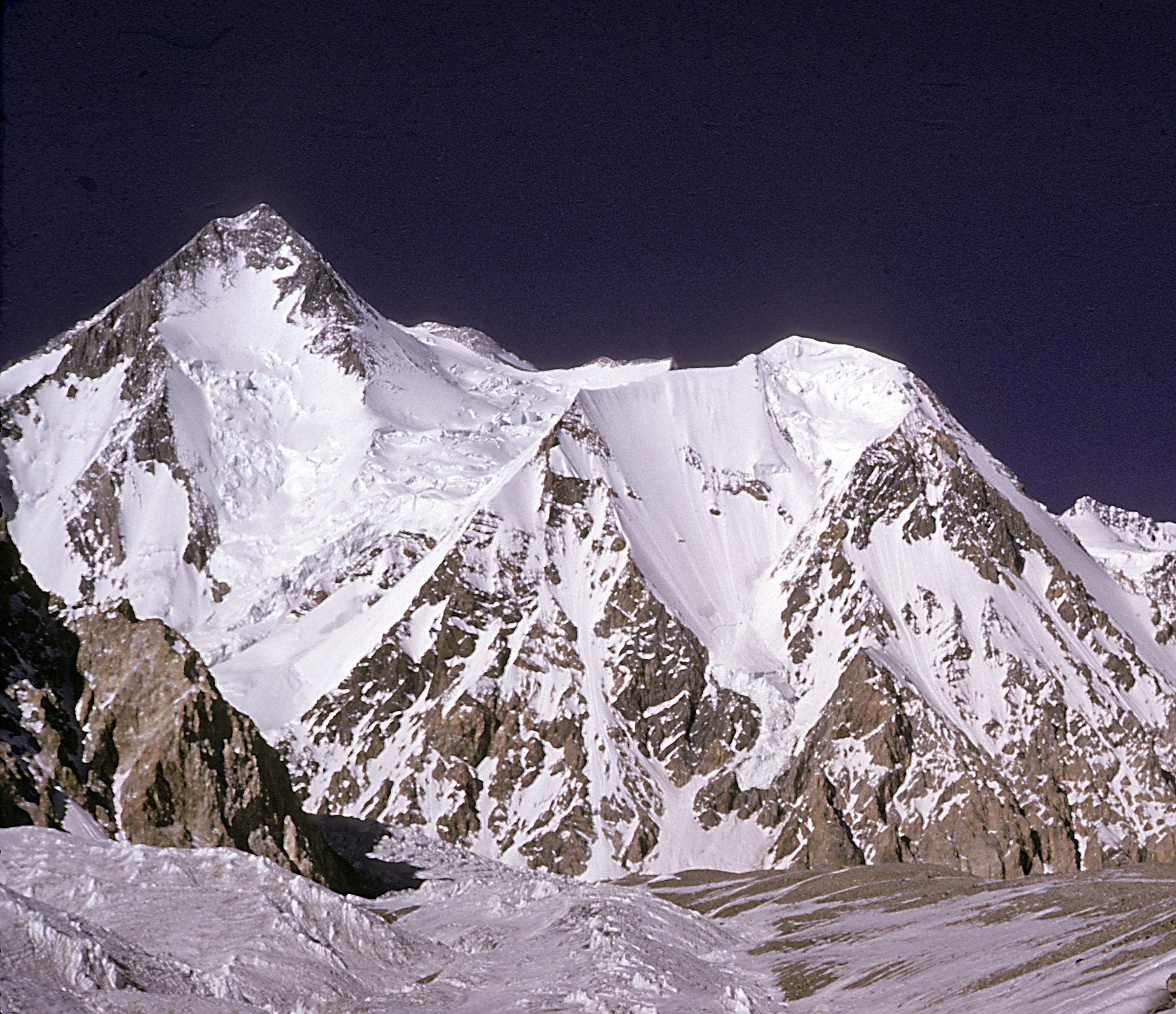
Il Gasherbrum I a sinistra, e l'Hidden Sud o Gasherbrum 0 a destra, visti da sud-ovest
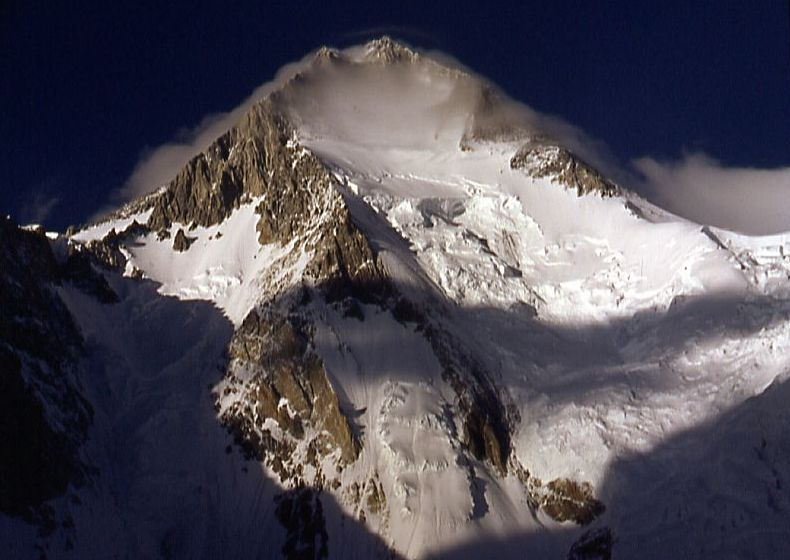
Particolare della parete sud-ovest